# Державний кордон Уругваю

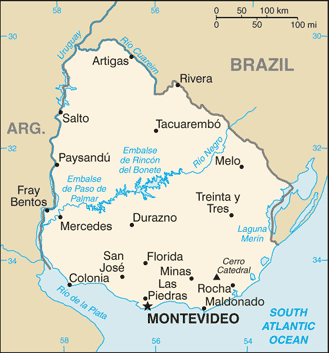
Карта Уругваю

Державний кордон Уругваю — державний кордон, лінія на поверхні Землі та вертикальна поверхня, що проходить по цій лінії, що визначають межі державного суверенітету Уругваю над власними територією, водами, природними ресурсами в них і повітряним простором над ними.

## Сухопутний кордон
Загальна довжина кордону — 1592 км. Уругвай межує з 2 державами. Уся територія країни суцільна, тобто анклавів чи ексклавів не існує.
Ділянки державного кордону
| Держава   | Ділянка       | Довжина (км) | Прикордонні регіони | Примітки |
| --------- | ------------- | ------------ | ------------------- | -------- |
| Аргентина | захід         | 541          |                     |          |
| Бразилія  | північ і схід | 1050         |                     |          |

## Морські кордони
Уругвай на півдні омивається водами естуарію Ла-Плата, на південному сході — безпосередньо водами Атлантичного океану. Загальна довжина морського узбережжя 660 км. Згідно з Конвенцією Організації Об'єднаних Націй з морського права (UNCLOS) 1982 року, протяжність територіальних вод країни встановлено в 12 морських миль (22,2 км). Прилегла зона, що примикає до територіальних вод, в якій держава може здійснювати контроль, необхідний для запобігання порушень митних, фіскальних, імміграційних або санітарних законів, простягається на 24 морські милі (44,4 км) від узбережжя (стаття 33). Виключна економічна зона встановлена на відстань 200 морських миль (370,4 км) від узбережжя. Континентальний шельф — 200 морських миль (370,4 км) від узбережжя.